# Droga magistralna M7 (Rosja)
Droga magistralna M7 «Wołga» (ros. Федеральная автомобильная дорога М7 «Во́лга») – droga znaczenia federalnego znajdująca się na terenie Rosji. Droga rozpoczyna swój bieg w Moskwie na węźle z obwodnicą miasta, następnie podążając przez Włodzimierz, Niżny Nowogród i Kazań aż do jej końca w Ufie. Trasa jest fragmentem szlaku europejskiego E22, a na odcinku Jełabuga — Ufa częścią E017. M7 jest najkrótszym połączeniem stolicy Rosji ze wschodnimi regionami kraju. Przebieg trasy w dużym stopniu pokrywa się z historyczną drogą Włodzimierką (ros. Владимирский тракт, Владимирка).